# Western Digital
Western Digital Corporation eller Western Digital er en amerikansk producent af computerharddiske og digital hukommelse. De har hovedkvarter i San Jose, Californien. Produkterne omfatter SSD og flashhukommelse, der sælges under brands som WD og SanDisk.